# Inside the Electric Circus
Inside The Electric Circus je třetí studiové album heavy metalové skupiny W.A.S.P., vydané firmou Capitol Records, Inc. 8. listopadu 1986.
Sám Lawless toto album kritizuje až tak, že je to jeho nejméně oblíbené album a nazval jej „unavenou nahrávkou unavené kapely“.

## Písně originálního vydání
1. The Big Welcome ( 1:21 )
2. Inside The Electric Circus ( 3:33 )
3. I Don't Need No Doctor ( 3:25 )
4. 9.5. - N.A.S.T.Y. ( 4:47 )
5. Restless Gypsy ( 4:59 )
6. Shoot From The Hip ( 4:38 )
7. I'm ALive ( 4:21 )
8. Easy Living ( 3:11 )
9. Sweet Cheetah ( 5:15 )
10. Mantronic ( 4:09 )
11. King Of Sodom And Gomorrah ( 3:50 )
12. The Rock Rolls On ( 3:52 )

## Písně reedice vydání
1. The Big Welcome ( 1:21 )
2. Inside The Electric Circus ( 3:33 )
3. I Don't Need No Doctor ( 3:25 )
4. 9.5. - N.A.S.T.Y. ( 4:47 )
5. Restless Gypsy ( 4:59 )
6. Shoot From The Hip ( 4:38 )
7. I'm ALive ( 4:21 )
8. Easy Living ( 3:11 )
9. Sweet Cheetah ( 5:15 )
10. Mantronic ( 4:09 )
11. King Of Sodom And Gomorrah ( 3:50 )
12. The Rock Rolls On ( 3:52 )
13. Flesh And Fire ( 4:38 )
14. D.B. Blues ( 3:24 )

## Sestava
- Blackie Lawless - sólový zpěv, kytara
- Chris Holmes - sólová kytara
- Steve Riley - bicí, zpěv
- Johnny Rod - baskytara, zpěv